# John Adams (zeneszerző)

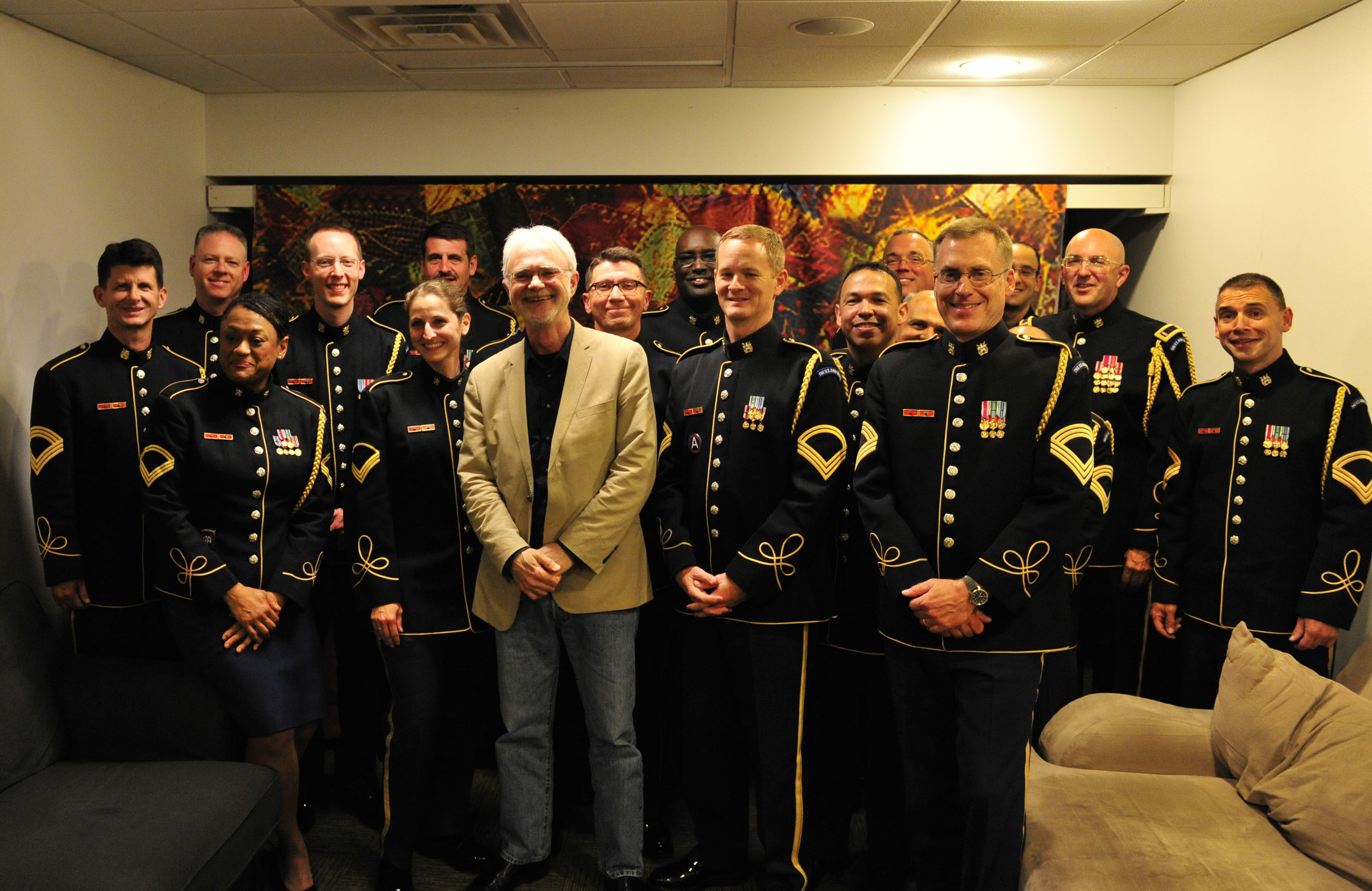
A zeneszerző az Amerikai Hadsereg Blues Zenekarával 2013. május 25-én a washingtoni Atlas Színházban

John Coolidge Adams (Worcester, Massachusetts, Amerikai Egyesült Államok, 1947. február 15. – ) Pulitzer- és Erasmus-díjas, négyszeres Grammy-díjas amerikai zeneszerző, karmester, klarinétművész.
A minimalista irányzat követőjeként indult, zenéje azonban fokozatosan eltávolodott attól, ma már a posztminimalizmus egyik legjelentősebb komponistája. A 21. század eleji zeneszerzők közül az egyik legtöbbet játszott. Leginkább operaszerzőként ismert, de gyakorlatilag minden műfajban alkot.

## Élete
Apja műkedvelő klarinétos volt, aki fiát is megtanította a hangszeren való játékra. Tinédzser korától komponál. Kisegítőként játszott a Bostoni Szimfonikus Zenekarban. 
1965-től tanult a Harvard Egyetemen Leon Kirchner, David Del Tredici és Roger Sessions növendékeként. Az első Harvard-diák volt, aki egy zeneművel szerezte diplomáját. 
Az 1971-es végzés után a Bay Areába költözött, a következő évtől egy évtizeden át San Franciscóban tanított, és a New Music Ensemble karmestere volt. Ebben az időben alkotott műveire Stravinsky, Honegger mellett a dzsessz- és rockzene volt befolyással.
Világhírét 1987-ben bemutatott Nixon in China (Nixon Kínában) című operájával szerezte, ami a CNN-operák iskolapéldájává vált. Zenekari művei közül legjelentősebb a The Chairman Dances c. zenekari foxtrott (1985), amit eredetileg a Nixon-opera részének szánt, és a posztminimalizmus legkiválóbban hangszerelt darabjaként tartják számon. A hangversenytermekben hasonlóan sikeres mű az operához.
Második házasságából származó fia, Samuel Adams (*1985) szintén zeneszerző.

## Művei
Színpadi művei
[ha másképp nincs jelölve, operák]
- Nixon Kínában (Nixon in China) (1987)
- The Death of Klinghoffer (1991)
- I Was Looking at the Ceiling and Then I Saw the Sky („song play”, 1994)
- El Niño (operaoratórium, 2000)
- Doctor Atomic (2005)
- A Flowering Tree (meseopera, 2006)
- The Gospel According to the Other Mary (passióopera, 2012)
- Girls of the Golden West (2017) [témája hasonló a Nyugat lányához]

Más jelentős művei
Loops, Fearful Symmetry, és Harmonielehre (zenekari művek), Tromba Lontana és Short Ride in a Fast Machine című fanfárok. Jelentős műve még a Grand Pianola Music is.

## Díjai, elismerései
- Zenei Pulitzer-díj (2003)
- Erasmus-díj (2019)
- Grammy-díj, Legjobb kortárs kompozíció (1989)
- Grammy-díj, Legjobb kortárs kompozíció (1998)
- Grammy-díj, Legjobb kortárs komolyzenei kompozíció (2005)
- Grammy-díj, Legjobb komolyzenei album (2005)
- Grammy-díj, Legjobb zenekari előadás (2005)